# Miss Continentes Unidos 2016
Miss Continentes Unidos 2016 foi a 4ª edição sob o nome que antes se designava Miss Continente Americano, se ainda fosse chamado assim, o concurso seria a edição número onze. Esse ano o evento se realizou novamente na maior cidade do Equador, Guaiaquil com final televisionada no Palácio de Cristal. O evento teve participação de vinte e oito candidatas de diversas partes do mundo competindo pelo título que pertencia à brasileira Nathália Lago. O certame foi transmitido ao vivo pela Gama TV e teve como vencedora a filipina Jeslyn Santos.

## Resultados

### Colocações
| Posição                 | País e Candidata |
| Vencedora               | - Filipinas - Jeslyn Santos |
| 2º. Lugar               | - Dinamarca - Mette Riis Sørensen |
| 3º. Lugar               | - Índia - Lopamudra Raut |
| 4º. Lugar               | - Brasil - Taynara Gargantini |
| 5º. Lugar               | - México - Cynthia Duque |
| 6º. Lugar               | - Panamá - Rita Silvestre |
| (TOP 10) Semifinalistas | - África do Sul - Neena Bezuidenhout - Colômbia - Ana María Landaeta - República Dominicana - Jennifer Cruz - Tailândia - Boonyanee Sangpirom |

### Prêmios Especiais
O concurso distribuiu os seguintes prêmios este ano:
| Prêmio                | País e Candidata                       |
| Miss Simpatia         | - China - Jingyi He                    |
| Miss Fotogenia        | - México - Cynthia Duque               |
| Melhor Traje Típico   | - Índia - Lopamudra Raut               |
| Miss Pontualidade     | - República Dominicana - Jennifer Cruz |
| Miss Punta del Mar    | - México - Cynthia Duque               |
| Miss Sorriso ONDental | - México - Cynthia Duque               |

### Melhor Traje Típico
A criação que deu a vitória a indiana é do designer Melvyn Noronha. 
| Posição | País e Candidata            |
| 1       | - Índia - Lopamudra Raut    |
| 2       | - Equador - Cecilia Drouet  |
| 3       | - Colômbia - María Landaeta |

### Ordem dos Anúncios
| 1. Dinamarca 2. Índia 3. Brasil 4. México 5. Filipinas 6. Panamá 7. Colômbia 8. Tailândia 9. África do Sul 10. República Dominicana | 1. Brasil 2. Dinamarca 3. Filipinas 4. Índia 5. México 6. Panamá |  |  |

## Jurados

### Final
1. Fabricio Amador, cirurgião-dentista;
2. Gissella Quezada, consultora de imamgem;
3. Cláudia Schiess, Miss Continente Americano 2011.
4. Xavier Ortega, gerente de vendas da Gama TV;
5. Nathália Lago, Miss Continentes Unidos 2015;
6. Alberto Plaza, cantor e presidente do júri;
7. Christian Quintero, designer de jóias;

## Candidatas
Participaram do concurso 28 candidatas:
| País                 | Candidata           | I  | A    | Cidade Natal        | R      |
| África do Sul        | Neena Bezuidenhout  | 19 | 1.67 | KwaZulu-Natal       | [ 3 ]  |
| Argentina            | Ivana Calgaro       | 23 | 1.75 | Resistência         | [ 4 ]  |
| Bolívia              | Julia Aidée León    | 26 | 1.71 | Tarija              | [ 5 ]  |
| Brasil               | Taynara Gargantini  | 26 | 1.75 | Paranavaí           | [ 6 ]  |
| Chile                | Natividad Leiva     | 24 | 1.80 | Santiago            | [ 7 ]  |
| China                | Jingyi He           | 22 | 1.75 | Pequim              | [ 8 ]  |
| Colômbia             | María Landaeta      | 22 | 1.81 | Meta                | [ 9 ]  |
| Dinamarca            | Mette Riis Sørensen | 26 | 1.78 | Haderslev           | [ 10 ] |
| Equador              | Cecilia Drouet      | 20 | 1.70 | Santa Elena         | [ 11 ] |
| Estados Unidos       | Alexi Gropper       | 20 | 1.65 | Geórgia             | [ 12 ] |
| Filipinas            | Jeslyn Santos       | 23 | 1.73 | Hagonoy             | [ 13 ] |
| França               | Elodie Edward       | 21 | 1.70 | Matoury             | [ 14 ] |
| Guatemala            | Jeimmy Aburto       | 22 | 1.71 | Cidade da Guatemala | [ 15 ] |
| Hati                 | Mideline Joseph     | 24 | 1.75 | Porto Príncipe      | [ 16 ] |
| Holanda              | Noëlle Turubassa    | 23 | 1.69 | Guéldria            | [ 17 ] |
| Índia                | Lopamudra Raut      | 25 | 1.76 | Nagpur              | [ 18 ] |
| Japão                | Emiri Shimizu       | 24 | 1.75 | Maebashi            | [ 19 ] |
| México               | Cynthia Duque       | 23 | 1.76 | Monterrey           | [ 20 ] |
| Nicarágua            | Virginia Chow       | 20 | 1.66 | Puerto Cabezas      | [ 21 ] |
| Panamá               | Rita Silvestre      | 25 | 1.70 | Cidade do Panamá    | [ 22 ] |
| Paraguai             | Atenas Aranda       | 19 | 1.71 | Cordillera          | [ 23 ] |
| Peru                 | Mariella Cabrera    | 23 | 1.72 | Junín               | [ 24 ] |
| Porto Rico           | Kiara Rodríguez     | 25 | 1.76 | San Juan            | [ 25 ] |
| Reino Unido          | Becky Heal          | 21 | 1.71 | Chippenham          | [ 26 ] |
| República Dominicana | Jennifer Cruz       | 23 | 1.80 | La Altagracia       | [ 27 ] |
| Tailândia            | Boonyanee Sangpirom | 22 | 1.73 | Bancoque            | [ 28 ] |
| Trindade e Tobago    | Semoy Defour        | 26 | 1.70 | Curepe              | [ 29 ] |
| Uruguai              | Thalía García       | 18 | 1.81 | Montevidéu          | [ 30 ] |

## Histórico

### Estatísticas
Candidatas por continente:
- Américas: 18. (Cerca de 65% do total de candidatas)

- Ásia: 5. (Cerca de 18% do total de candidatas)

- Europa: 4. (Cerca de 14% do total de candidatas)

- África: 1. (Cerca de 3% do total de candidatas)

- Oceania: 0.

### Dados das Candidatas
- Alexi Gropper (EUA) foi a candidata mais baixa da competição. Possuía apenas 1.64m de estatura.

- As candidatas mais altas foram as representantes da Colômbia, María Landaeta e Uruguai, Thalía García, ambas com 1.81m.

- As representantes da Bolívia, Brasil, Dinamarca e Trindade e Tobago foram as mais velhas. 26 anos cada.

- A mais nova das mais de trinta aspirantes ao título foi a representante do Uruguai, Thalía García, com apenas 18 anos de idade.

- Devido a forte crise social e econômica no País, foi a primeira vez que a Venezuela ficou sem representante no concurso.

- A representante da Dinamarca, Mette Riis Sørensen é irmã de Malene Riis Sørensen, que competiu no Miss Mundo 2013.

- A representante da Nicarágua, Virginia Picado Chow, tem descendência afro-caribenha e chinesa.

| - Bélgica - Yona Van Puyvelde - Canadá - Hannah Simard - Estônia - Hanna-Maria Sell - Honduras - Bernadette Sánchez - Hungria - Nikoletta Nagy - Ilhas Virgens (EUA) - Dalia Marei - Malásia - Vanessa Cruez - Namíbia - Stephanie Tsuos - Paquistão - Ramina Ashfaque - Quênia - Kagendo Faith - Ruanda - Kwizera Peace - Rússia - Daria Zinoveva - São Vicente - Dahvana Providence - Sudão do Sul - Bakhita Dador - Tanzânia - Melody Tryphone - Ucrânia - Marina Demitska - Venezuela - Angélica Wildman | - Austrália - Costa Rica - Curdistão - Guiana - Honduras - Quênia | - África do Sul - França - Reino Unido - Trindade e Tobago |

### Voltaram
| - Uruguai - Última vez que competiu: 2013. - Haiti - Última vez que competiu: 2014. | - Holanda - Última vez que competiu: 2014. - Tailândia - Última vez que competiu: 2014. |  |

### Suplências
- Dinamarca - Silvija Vukovic ► Mette Riis.

- Quênia - Harriet Maleche ► Kagendo Faith.

- República Dominicana - Barbara Santana ► Jennifer Cruz.

## Transmissão
O concurso foi transmitido via satélite para:
- Bolívia - Red PAT

- Equador - Gama TV

- Estados Unidos - Channel 8 (no En Contacto)

- Guatemala - Trecevisión

- Honduras - Teleprogreso

- Índia - Sun TV

- Paraguai - QuatroTv

- Nicarágua - VosTv

- Reino Unido - FashionTV

- Mundo - Gama TV e DirectTV (sinal HD)

## Crossovers
Candidatas em outros concursos:
| Miss Universo - 2013: México - Cynthia Duque - (Representando México em Moscou, Rússia) - 2015: Guatemala - Jeimmy Aburto - (Representando Guatemala em Las Vegas, Estados Unidos) Miss Internacional - 2015: Dinamarca - Mette Riis Sørensen - (Representando República Dominicana em Tóquio, Japão) Miss Intercontinental - 2015: Tailândia - Boonyanee Sangpirom (Top 17) - (Representando a Tailândia em Magdeburgo, Alemanha) | Miss Terra - 2015: Chile - Natividad Leiva (Top 08) - (Representando o Chile em Viena, Áustria) Reinado Internacional de la Ganadería - 2014: Brasil - Taynara Gargantini (Vencedora) - (Representando o Brasil em Montería, Colômbia) Miss Global International - 2014: Trindade e Tobago - Semoy De Four - (Representando Trindade e Tobago em Montego Bay, Jamaica) |